# Calyptronectria
Calyptronectria — рід грибів родини Melanommataceae. Назва вперше опублікована 1909 року.

## Класифікація
До роду Calyptronectria відносять 4 види:
- Calyptronectria argentinensis
- Calyptronectria indica
- Calyptronectria ohiensis
- Calyptronectria platensis